# Чистяков Дмитро Юрійович
Дмитро Юрійович Чистяков (рос. Дми́трий Ю́рьевич Чистяко́в; нар. 13 січня 1994, Пікалево) — російський футболіст, захисник клубу «Зеніт» та національної збірної Росії. Триразовий чемпіон Росії, чотириразовий володар Суперкубка Росії.

## Ігрова кар'єра
Дмитро Чистяков народився 1994 року в місті Пікалево, та є вихованцем футбольної школи клубу «Зеніт». У 2012 році його перевели до основної команди клубу, проте в основу молодий футболіст пробитися не зумів, та до 2016 року грав у фарм-клубі команди «Зеніт-2», а також у оренді в клубі «Ростов» та вірменській команді «Міка».
У 2016 році Чистяков на умовах постійного контракту став гравцем клубу «Шинник», у якому грав до 2018 року. У 2018—2019 роках футболіст грав у складі команди «Тамбов». У 2019—2020 роках Чистяков удруге за кар'єру грав у складі команди «Ростов».
Улітку 2020 року Дмитро Чистяков повернувся до свого рідного клубу «Зеніт». Цього разу він грав за санкт-петербурзьку команду до початку 2024 року, став у її складі триразовим чемпіоном Росії та триразовим володарем Суперкубка Росії. На початку 2024 року футболіст перебував у оренді в клубі «Сочі». На початку сезону 2024—2025 років футболіст повернувся до «Зеніта», та ще раз став у його складі володарем Суперкубка Росії.

## Виступи за збірні
У 2021 році Дмитро Чистяков дебютував у національній збірній Росії, станом на вересень 2024 року зіграв у складі збірної 4 матчі.

## Титули і досягнення
«Зеніт»
- Чемпіон Росії (4): 2020–2021, 2021–2022, 2022–2023, 2023–24
- Володар Кубка Росії (1): 2023–24
- Володар Суперкубка Росії (4): 2021, 2022, 2023, 2024